# Colinesterase
Em bioquímica, a colinesterase é um termo que se refere a uma das duas enzimas:
- A acetilcolinesterase — também conhecidada como colinesterase de glóbulo vermelho (CGV), colinesterase verdadeira (eritrocitária) ou acetil-colina acetil-hidrolase — existe principalmente nas hemácias, terminações nervosas e músculos estriados.
- A pseudocolinesterase — também conhecida como colinesterase sérica, butirilcolinesterase ou acilcolina acil-hidrolase — existe principalmente no fígado, no plasma, no pâncreas e no intestino delgado.

Ambos catalizam a hidrólise (destruição) do neurotransmissor acetilcolina restante no espaço sináptico em colina e ácido acético. Esta reação permite o retorno do neurônio colinérgico ao estado de repouso após a ativação. Evita-se assim uma transmissão excessiva de acetil-colina, que resultaria numa sobre-estimulação do músculo e, como consequência, debilidade e cansaço.
Os tipos de colinesterase diferem-se pelas preferências nos respectivos substratos: a acetilcolinesterase hidroliza acetil-colina mais rapidamente, enquanto a pseudocolinesterase hidroliza butirilcolina mais rapidamente.

## Inibidores da colinesterase
Anticolinesterásico é um inibidor da colinesterase. Devido à sua função essencial, os elementos químicos que interferem com a ação da colinesterase são potentes neurotoxinas, causando excessiva salivação e olhos lacrimejantes e miose mesmo em baixas doses, seguido por espasmos musculares e finalmente a morte. Mas além das armas bioquímicas e agrotóxicos, os anticolinesterásicos são também utilizados em anestesia ou no tratamento da miastenia gravis, glaucoma e doença de Alzheimer.

### Lista de inibidores da colinesterase
- Veneno de cobra
- Gás sarin
- Gás VX
- Inseticida organofosforado
- Paration
- Malation
- Soman
- Tabun
- Hidrocarbonetos Policíclicos Aromáticos[1]

### Efeitos dos anticolinesterásicos
- Bradicardia
- Hipotensão
- Secreções excessivas
- Broncoconstrição
- Sufocamento
- Hipermotilidade gastrintestrinal
- Redução da pressão intra-ocular
- Miose